# Гастгаус

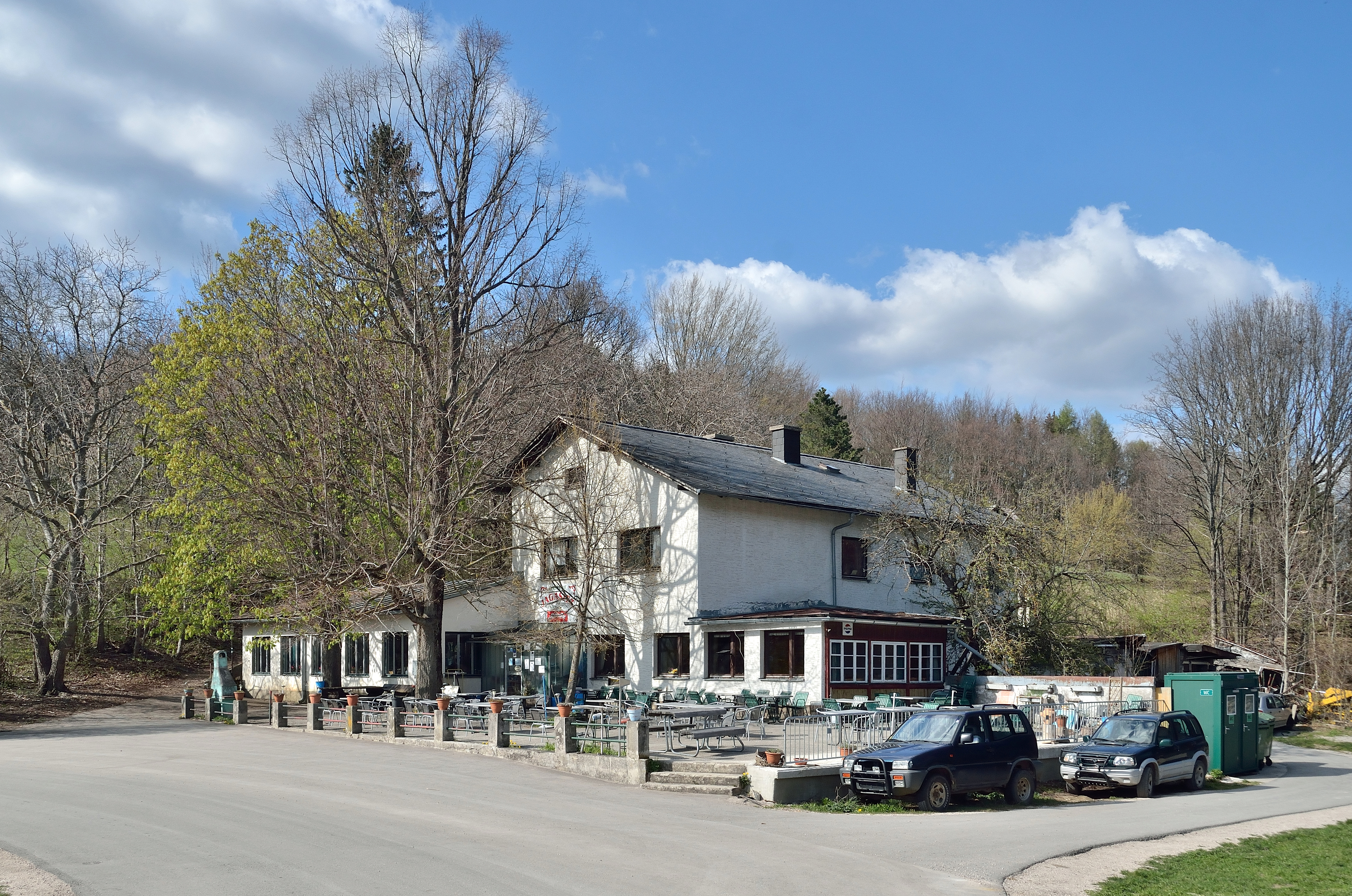
Типовий гастгаус в Австрії

Ґастгауз (нім. Gasthaus) — готель в німецькому стилі або таверна з баром, рестораном, бенкетною залою та готельними номерами, які здаються в оренду.
Готелі цього типу, як правило, зустрічаються у невеликих містах і часто є родинним бізнесом. Часто можна зустріти три покоління сім'ї, які працюють разом в такій установі; багато установ належать тій самій сім'ї протягом поколінь.
Готелі типу «Ґастгауз» поширені в Німеччині, Австрії, Швейцарії та інших європейських країнах навколо Німеччини. Деякі з них прикрашені розписами (так званими Lüftlmalerei), які зображують казкові історії або місцевих легендарних діячів.

## Етимологія
Ґастгауз у перекладі з німецької мови означає «гостьовий дім». Gasthof — це варіація слова, Landhaus означає «заміський будинок» (хоча по суті, обидва слова мають однакову концепцію, проте друге означає будинок в сільській місцевості) та Pension означає «пансіонат» або невеликий готель. Обід та вечерю (Mittagessen und Abendessen) зазвичай подають відвідувачам, як у звичайному ресторані, але сніданок (Frühstück) зазвичай зарезервований для гостей, що залишаються на нічліг. Такий готель також часто буде мати відкрите місце для пивного саду (Biergarten) навесні та влітку.